# Pancréas divisum
 Mise en garde médicale
Le pancréas divisum est une variante anatomique du pancréas dans laquelle il existe une anomalie de fusion d'origine embryologique entre le système canalaire de l'ébauche pancréatique dorsale et celui de l'ébauche pancréatique ventrale.
Dans le pancréas divisum complet, le canal pancréatique accessoire de Santorini draine la quasi-totalité du pancréas (corps et queue) alors que le canal pancréatique principal draine la tête de l'uncus. Dans les formes incomplètes, il existe une communication entre ces deux systèmes canalaires (fusion incomplète).
Le pancréas divisum est généralement asymptomatique mais peut favoriser la survenue d'une pancréatite aiguë.